# Kudus (huyện)
Kudus là một huyện (tiếng Indonesia: kabupaten) thuộc tỉnh Trung Java tại Indonesia. Huyện lị là Kudus. Huyện nằm ở phía đông Semarang, thủ phủ của Trung Java. Thành phố Kudus từng là một thánh địa Hồi giáo vào thế kỷ 16. Đây là nơi duy nhất tại Java đã có một tên tiếng Ả Rập vĩnh viễn ('al-Quds', Jerusalem).